# Д’Амато, Лиза
Ли́за Мари́ Д’Ама́то (англ. Lisa Marie D'Amato; 22 октября 1981, Лос-Анджелес, Калифорния, США) — американская участница реалити-шоу фотомодель и рэпер.

## Биография
Лиза Мари Д’Амато родилась 22 октября 1980 года в Лос-Анджелесе (штат Калифорния, США) в семье американско-итальянского происхождения. Родители Лизы развелись в 1982 году, и она осталась жить с матерью. По признаниям Лизы, родительница часто критиковала её и применяла по отношении к ней физическое насилие.

## Карьера
В 1992 году Лиза начала свою карьеру в качестве фотомодели. В 2005 году Д’Амато заняла 6-е место в 5-м сезоне реалити-шоу «Топ-модель по-американски», а в 2011 году — 1-е место в 17-м сезоне.
В 2010 году Лиза дебютировала в кино, сыграв роль Ив в эпизоде «Однажды в липком замке» телесериала «Липкий дом». 
Также Лиза является рэпером.
Лиза — лауреат премии «The Reality Remix Awards».

## Личная жизнь
С 30 сентября 2012 года Лиза замужем за предпринимателем Адамом Фридманом (род. 1975). У супругов два сына — Дэксель Вон Фридман (род. 28.09.2013) и Венис Сайер Фридман (род. 22.09.2016).